# Спартак Тамбов
„Спартак“ е бивш футболен клуб от град Тамбов, Русия.

## История
Основан е през 1960 г. Между 1972 и 1979 г. носи името „Ревтруд“. Спартак държи рекорда за най-много мачове без загуба във всички нива на руския шампионат – 73.
Най-големият успех на отбора е четвърто място във Втора дивизия през 1998 и 2000 г. „Спартак“ никога не е играл в дивизия, по-горна от Втора дивизия. От школата на клуба са излезли много таланти, най-известни са руските национали Юрий Жирков и Дмитрий Сичов. В края на май 2013 отборът фалира след като не получава лиценз. Последния си мач изиграва на 5 юни срещу Сокол (Саратов).
През 2013 г. финансирането му е спряно, след което прекратява съществуването си.